# Magatzem al carrer Llibertat, 3 (Cervera)
Magatzem al carrer Llibertat, 3 és una obra de Cervera (Segarra) protegida com a Bé Cultural d'Interès Local.

## Descripció
Edifici entre mitgeres, situat al nord del nucli antic. L'immoble és de secció rectangular i té una distribució de tres nivells. La planta baixa presenta una porta d'accés a magatzem, una d'accés al primer pis i tres finestrals, totes les obertures amb arc rebaixat emmarcat amb totxo, com les del primer pis, definit per quatre finestrals i un balcó. El darrer pis, el del tester, queda centrat per tres petites obertures -la central més alta, amb el mateix perfil i decoració que les anteriors. Cada esglaó del tester està rematat per dues filades de maons a manera de cornisa.